# Andreas Köpnick
Andreas Köpnick (* 1960 in Bonn) ist ein deutscher Künstler und seit dem Jahr 2000 Professor an der Kunstakademie Münster.

## Leben
Von 1980 bis 1985 studierte Köpnick  Vedische Wissenschaft an der Maharishi European Research University in der Schweiz. Von 1988 bis 1994 folgte ein Studium der Freien Kunst an der staatlichen Kunstakademie Münster unter anderem bei dem Professor Lutz Mommartz mit Meisterschülerabschluss, darin von 1992 bis 1993 ein einjähriger Studienaufenthalt an der Hochschule für angewandte Kunst Wien.
Von 1996 bis 1997 folgte ein Postgraduierten-Aufbaustudium an der Kunsthochschule für Medien Köln,
1997 bis 1998 eine Phase als Artist in Residence an der Jan van Eyck Academie in Maastricht.
Seit 2000 ist Köpnick Professor für Film, Video und Neue Medien an der Kunstakademie Münster.

## Preise/Stipendien
- 1990/91 Stipendium Cité Internationale des Arts Paris
- 1991 Förderpreis des Landschaftsverbandes Westfalen-Lippe
- 1994 Videokunst Förderpreis Bremen
- 1995 Graduiertenstipendium des Landes Nordrhein-Westfalen
- 1996/97 Karl-Schmidt-Rottluff-Stipendium
- 1999 Chargesheimer Stipendium der Stadt Köln für Foto/Film/Video mit der Künstlergruppe AUTOPSI